# هیو استاکول
هیو استاکول (انگلیسی: Hugh Stockwell; ۱۶ ژوئن ۱۹۰۳ – ۲۷ نوامبر ۱۹۸۶) ژنرال نیروی زمینی بریتانیا بود، که در فاصله سال‌های ۱۹۶۰ تا ۱۹۶۴ به‌عنوان فرمانده ستاد عالی فرماندهی متفقین اروپا فعالیت می‌کرد. 
او یک افسر ارشد ارتش بریتانیا بود که بیشتر به خاطر فرماندهی نیروهای زمینی انگلیس و فرانسه در طول بحران سوئز و خدمتش به عنوان معاون فرمانده عالی نیروهای متفقین اروپا در ناتو، همچنین فرماندهی لشکر ۳ پیاده، لشکر ۶ هوابرد و مدرسه نظامی سلطنتی سندهرست به یاد آورده می‌شود.
وی برندهٔ جوایزی همچون نشان حمام و نشان امپراتوری بریتانیا شده‌است.